# Ventaja Alta
Ventaja Alta es un barrio que pertenece al distrito Centro de la ciudad andaluza de Málaga, España. Según la delimitación oficial del ayuntamiento, limita al norte con La Manía; al este, con La Vaguada y Monte Sancha; al sur, con el monte de Gibralfaro; y al oeste con Barcenillas.

## Transporte
En autobús está conectado al resto de la ciudad mediante las siguientes líneas de la EMT: 
| Línea | Trayecto                       | Recorrido | Frecuencia    |
| ----- | ------------------------------ | --------- | ------------- |
| 35    | Alameda Principal - Gibralfaro | Recorrido | 40-50 minutos |